# Hannes Anier
Hannes Anier (ur. 16 stycznia 1993 w Tallinnie) – estoński piłkarz grający na pozycji napastnika. Od 2018 roku zawodnik JK Tallinna Kalev.

## Kariera piłkarska
Swoją karierę piłkarską rozpoczął w klubie Tallinna FC Flora. W 2009 roku awansował do pierwszego zespołu Flory i w tamtym roku zadebiutował w jego barwach w pierwszej lidze estońskiej. W debiutanckim sezonie zdobył z Florą Puchar Estonii. W sezonie 2010 grał w rezerwach Flory, a w sezonie 2011 ponownie w pierwszym zespole. Wywalczył z nim wówczas dublet – mistrzostwo oraz puchar kraju.
Latem 2012 roku przeszedł do duńskiego klubu Odense BK. W duńskiej lidze swój debiut zaliczył 1 grudnia 2012 w zwycięskim 3:0 domowym meczu z Esbjergiem. W barwach Odense przez dwa lata zagrał w czterech ligowych meczach.
W sezonie 2014/2015 był piłkarzem niemieckiego drugoligowego klubu FC Erzgebirge Aue. Nie zadebiutował w nim jednak. W 2016 roku wrócił do Flory.
| Sezon     | Klub                 | Kraj    | Rozgrywki     | Mecze | Gole |
| --------- | -------------------- | ------- | ------------- | ----- | ---- |
| 2009      | Tallinna FC Flora    | Estonia | Meistriliiga  | 2     | 0    |
| 2010      | Tallinna FC Flora II | Estonia | Esiliiga      | ?     | ?    |
| 2011      | Tallinna FC Flora    | Estonia | Meistriliiga  | 26    | 10   |
| 2012/13   | Odense BK            | Dania   | Superligaen   | 3     | 0    |
| 2013/14   | Odense BK            | Dania   | Superligaen   | 1     | 0    |
| 2014/15   | Erzgebirge Aue       | Niemcy  | 2. Bundesliga | 0     | 0    |
| 2016      | Tallinna FC Flora    | Estonia | Meistriliiga  | 4     | 0    |
| 2017      | Tallinna FC Flora    | Estonia | Meistriliiga  | 4     | 0    |
| 2017/2018 | Thisted FC           | Dania   | 1. division   | 6     | 0    |
| 2018      | JK Tallinna Kalev    | Estonia | Meistriliiga  | 14    | 5    |

## Kariera reprezentacyjna
Grał w młodzieżowych reprezentacjach Estonii na różnych szczeblach wiekowych. W reprezentacji Estonii zadebiutował 4 czerwca 2014 w przegranym 0:1 towarzyskim meczu z Islandią, rozegranym w Reykjavíku, gdy w 87. minucie zmienił Ilję Antonova.